# Joosep Laar
Joosep Laar (en ruso: Иосиф Иосифович Лаар, Iósif Iósifovich Laar; Pogórnoye, Imperio ruso, 6 de junio de 1905-Raión de Krymsk, Unión Soviética, 7 de agosto de 1943), fue un soldado soviético (krasnoarméyets de la Guardia. Participó en la Gran Guerra Patria y fue condecorado Héroe de la Unión Soviética póstumamente en 1943.

## Biografía
Nació en una familia campesina estonia de Pogórnoye de la gobernación de Stávropol del Imperio ruso. Fue egresado de cuatro grados de primaria. Trabajó como capataz del koljoz "Edazi", fue presidente del almacén general de Podgórnoye, jefe de tienda en el pueblo Márini Kolodtsi, jefe de tienda en la ciudad de Zheleznovodsk, jefe de almacén en el pueblo de Batalpashínskaya. Antes de ser reclutado por el ejército, ocupó el cargo de director de vivienda de la octava sección de la Administración de Vivienda de la ciudad de Cherkesk.
Laar fue reclutado a las filas del Ejército Rojo de Obreros y Campesinos por la oficina de registro y alistamiento militar de Cherkesk a finales de 1941. Estuvo en el frente desde el 15 de enero de 1942. Luchó en los frentes Oeste y Sur. Fue herido. En febrero de 1943, fue asignado al 875º Regimiento de Fusileros de la 2ª División de Fusileros de la Guardia del 37º Ejército del Frente del Cáucaso Norte donde participó en la batalla del Cáucaso. En el invierno y la primavera de 1943, Laar participó en la operación ofensiva de Krasnodar, como resultado de la cual el enemigo fue arrojado de regreso a la península de Tamán. Por su distinción durante la operación, el 875º Regimiento de Fusileros pasó a llamarse 15.º Regimiento de la Guardia el 28 de mayo de 1943.
En junio de 1943, la 2ª División de Fusileros de la Guardia fue transferida al 56º Ejército y, a principios de agosto, comenzó un asalto a la cabeza de puente del Kubán, una defensa enemiga fuertemente fortificada y profundamente escalonada en la península de Tamán. La división sufrió grandes pérdidas. Debido a la falta de comandantes subalternos, el liderazgo de los escuadrones de fusileros a menudo tenía que confiarse a las bases. Durante los combates, el soldado Laar fue nombrado comandante del escuadrón de la 4ª Compañía de Fusileros del 15º Regimiento de la Guardia. En la batalla por la altura 167,4 y las aldeas de Gorno-Vesely y Leninsky del raión de Krymsk del krai de Krasnodar el 7 de agosto de 1943, un escuadrón bajo el mando de Laar fue el primero de la compañía en irrumpir en las trincheras alemanas y en un ataque de bayoneta liquidarom hasta 20 soldados alemanes, 8 de los cuales estaban en la cuenta del comandante. Los alemanes se retiraron, pero el avance de la compañía se vio obstaculizado por dos búnkeres, desde donde disparaban ametralladoras pesadas. El comandante de la compañía ordenó a Laar que suprimiera los puestos de tiro enemigos. Laar logró pasar desapercibido por un búnker enemigo y bombardearlo con granadas, pero cuando se acercaba a otro puesto de tiro resultó gravemente herido en el estómago. Reuniendo sus últimas fuerzas, corrió hacia el búnker y cubrió la tronera con su cuerpo.
El 9 de agosto de 1943 el comandante del regimiento lo nominó para la Orden de la Estrella Roja. La presentación no dijo una palabra sobre el hecho de que cubrió la tronera con su cuerpo. Por orden del comandante de la 2ª División de Fusileros de la Guardia nº 53/n del 11 de agosto de 1943, I. I. Laar recibió la Orden de la Estrella Roja.
Seis días después, el 17 de agosto de 1943, Laar fue nominado al título de Héroe de la Unión Soviética. El 25 de octubre de 1943, por decreto del Presídium del Sóviet Supremo de la URSS, por el desempeño ejemplar de las misiones de combate del comando en el frente de la lucha contra los invasores alemanes y el coraje y heroísmo mostrado el krasnoarméyets de la Guardia Iósif Iósifovich Laar recibió póstumamente el título de Héroe de la Unión Soviética. En total, durante el asalto a la altura 167,4, seis soldados soviéticos recibieron el título de Héroe de la Unión Soviética.
Según la versión oficial, Laar fue enterrado en una fosa común en el parque central de la ciudad de Krymsk, krai de Krasnodar. Sin embargo, debido a la reciente publicación de archivos del Ministerio de Defensa, esta versión ha sido puesta en duda. Los cuerpos de los soldados de la 2ª División de Fusileros de la Guardia que murieron en la zona de Léninski fueron sacados del campo de batalla y enterrados en una fosa común en Krymsk. Pero los soldados que murieron durante el asalto a la altura 167,4 fueron enterrados en una fosa común en la vertiente oriental. Entre los enterrados aquí, según la lista de pérdidas irrecuperables, se encuentra Laar.

## Premios
- Héroe de la Unión Soviética (25 de octubre de 1943, póstumo).
- Estrella de Oro (25 de octubre de 1943, póstuma).
- Orden de Lenin (25 de octubre de 1943, póstuma).
- Orden de la Bandera Roja (11 de agosto de 1943, póstuma).

## Homenaje
- Un busto está instalado en el Callejón de los Héroes de la ciudad de Cherkesk, república de Karacháyevo-Cherkesia.
- Su nombre lo lleva la Institución Educativa Estatal Escuela Primaria y Secundaria No. 1 en el pueblo de Podgórnoye, krai de Stávropol.
- Hay calles con su nombre en Krymsk, Nevinnomisk, Cherkesk, Podgórnoye y Kochubéyevskoye. En 1950, una de las calles de Tallin recibió su nombre, sin embargo, en 1991 se le cambió el nombre, dándole el nombre de Viilardi.[3]
- Laar está incluido para siempre en las listas de la 4ª compañía de fusileros motorizados del 15º regimiento de fusileros motorizados de la Guardia de la 2ª División de Fusileros Motorizados de la Guardia Tamán (unidad militar 31134).
- El poema de Iliá Selvinski La balada de Laar está dedicado a la hazaña de Joseph Laar:

“¿Qué has hecho en la vida, Laar?
Casi nada, amigo.
Vi un búnker con vapor encima del búnker.
Y de repente sentí la herida.
Y mi sangre es como un disparo de fuego.
Salpicó hacia adelante desde la herida.
Apreté mi dolor con mi cuerpo
Callarse la boca
Alemán
búnker"
Iliá Selvinski.